# Stanley H. Ford

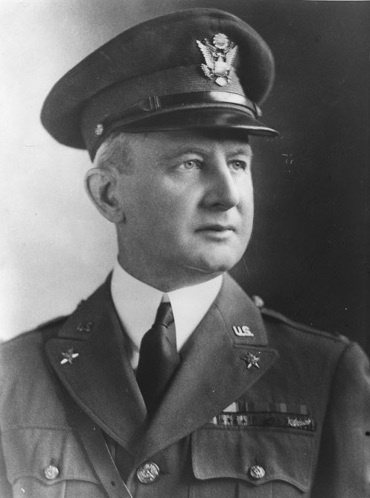
Oberst Stanley H. Ford (um 1929)

Stanley Hamer Ford (* 30. Januar 1877 in Columbus, Ohio; † 19. Januar 1961 in den Carlisle Barracks, Carlisle, Pennsylvania) war ein US-amerikanischer Offizier der US Army, der unter anderem als Generalmajor 1936 Kommandierender General der 1. Infanteriedivision (1st Infantry Division) sowie als Generalleutnant zwischen 1938 und 1940 Kommandierender General der Zweiten US-Armee (Second US Army) war. 

## Leben

### Militärische Ausbildung und Erster Weltkrieg
Stanley Hamer Ford, zweitjüngstes von sechs Kindern von William Henry Ford und Katharine Douglas Ford, begann nach dem Schulbesuch ein Studium der Philosophie an der Ohio State University, das er 1898 mit einem Bachelor of Philosophy beendete. Während des Studiums schloss er sich der Studentenverbindung Sigma Alpha Epsilon an. Er begann seinen Militärdienst 1898, als er in die Infanterie der US Army eintrat. Er nahm als Leutnant (Second Lieutenant) des 16. Infanterieregiments auf Kuba am Spanisch-Amerikanischen Krieg (23. April bis 12. August 1898) teil und während des darauf folgenden Philippinisch-Amerikanischen Krieges (4. Februar 1899 bis 4. Juli 1902) im 25. Infanterieregiment befördert. Danach fand er verschiedene Verwendungen als Offizier und Stabsoffizier und war unter anderem Quartiermeister im Jefferson Barracks Military Post in Missouri sowie in Fort Drum in New York. Am 3. Februar 1905 erfolgte seine Beförderung zum Hauptmann (Captain) der regulären Armee (Regular Army).
Nach dem Kriegseintritt der USA in den Ersten Weltkrieg am 6. April 1917 war er Assistierender Chef des Stabes der 84. Infanteriedivision (84th Infantry Division) und wurde am 15. Mai 1917 zum Major befördert. Im weiteren Kriegsverlauf fungierte er als Chef des Stabes der 27. Infanteriedivision (27th Infantry Division). 1919 erhielt er für seine Verdienste in dieser Verwendung die Army Distinguished Service Medal. 

### Zwischenkriegszeit und Zeit bis zum Zweiten Weltkrieg

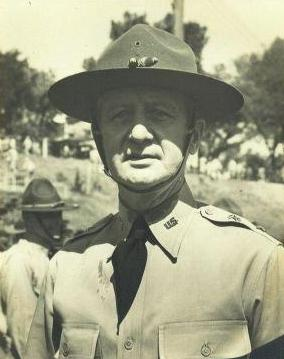
Generalleutnant Ford als Kommandierender General der Zweiten US-Armee während eines Manövers (26. August 1940)

Nach Kriegsende wurde Ford am 1. Juli 1920 erst zum Oberstleutnant (Lieutenant Colonel) sowie bereits am 1. September 1920 zum Oberst (Colonel) der regulären Armee befördert. 1920 absolvierte er zudem das Command and General Staff College (CGSC) in Fort Leavenworth. Er war später zwischen 1924 und 1926 Kommandeur (Commanding Officer) des 16. Infanterieregiments (16th Infantry Regiment) sowie anschließend von 1. Mai 1927 bis zum 1. September 1930 Assistierender Chef des Stabes des Heeres für den Militärischen Nachrichtendienst (Assistant Chief of Staff of the Army, Military Intelligence Division). Am 1. September 1930 erfolgte seine Beförderung zum Brigadegeneral (Brigadier General), woraufhin er zunächst Militärattaché an der Botschaft in Frankreich sowie danach Kommandeur der 1. Brigade der 1. Infanteriedivision war. Im Mai 1935 war er kurzzeitig Kommandierender General der Philippine Division, der überwiegend aus Philippine Scouts bestehenden Haupteinheit der US-Truppen auf den Philippinen (Philippine Department).
Nach seiner Beförderung zum Generalmajor (Major General) am 1. März 1936 wurde Stanley H. Ford Nachfolger von Generalmajor Frank Parker als Kommandierender General der 1. Infanteriedivision (1st Infantry Division) und bekleidete diesen Posten bis Oktober 1936, woraufhin Brigadegeneral Perry L. Miles seine kommissarische Nachfolge antrat. Danach löste er Brigadegeneral Charles M. Bundel als Kommandierender General des Siebten Korpsbezirks (Seventh Corps Area) ab und verblieb dort bis zu seiner Ablösung durch Brigadegeneral Guy Henry am 1. November 1938. Am 5. November 1938 übernahm er von Generalleutnant Hugh A. Drum als Kommandierender General der Zweiten US-Armee (Second US Army) ab und verblieb in dieser Verwendung bis Oktober 1940, woraufhin Generalleutnant Ben Lear sein Nachfolger wurde. Zugleich löste er am 5. November 1938 Generalmajor Drum als Kommandierender General des Sechsten Korpsbezirks (Sixth Corps Area) ab und hatte auch diesen Posten ebenfalls bis zum 10. Oktober 1940 inne, wobei sein dortiger Nachfolger Generalmajor Charles Hartwell Bonesteel, Jr. wurde. Als Kommandeur der Zweiten Armee überwachte Ford die Durchführung groß angelegter Manöver und Übungen durch aktive Truppen der Armee und der US-Nationalgarde, die ihre Bereitschaft zur Vorbereitung auf Kämpfe in Europa und im Pazifik während des Zweiten Weltkrieges erhöhten. 1940 verlieh ihm die Ohio State University einen Ehren-Doktor der Rechte. Mit Erreichen der Altersgrenze schied er im Januar 1941 aus dem aktiven Militärdienst und trat in den Ruhestand.
Während des Zweiten Weltkrieges war Ford als Berater von John F. O’Ryan tätig, dem Direktor für Zivilverteidigung im Bundesstaat New York. Er war zwei Mal verheiratet. Aus seiner ersten 1904 geschlossenen Ehe mit der 1918 verstorbenen Lona Pace stammte der Sohn Hamer Pace Ford, der 1924 Absolvent der US Military Academy in New York war und bis zu seinem Tode 1950 in Berlin als Oberst der US Army diente. 1933 heiratete Ford in zweiter Ehe Katherine Welch. Nach seinem Tode wurde er auf dem Laurel Hill Cemetery in Philadelphia beerdigt.

## Auszeichnungen
Auswahl der Dekorationen, sortiert in Anlehnung der Order of Precedence of Military Awards:
- Army Distinguished Service Medal